# Northwest Airlines-vlucht 253
Northwest Airlines-vlucht 253 was een passagiersvlucht tussen Schiphol en Detroit Metro Airport die op 25 december 2009 doelwit was van een mislukte aanslag door al Qaida. De vlucht werd uitgevoerd met een Airbus A330 van Northwest Airlines, in de kleuren van moedermaatschappij Delta Air Lines, en had 289 inzittenden aan boord.
Het toestel vertrok om 08.29 uur (CET) vanaf Schiphol. Twintig minuten voor de landing probeerde een Nigeriaanse man het toestel op te blazen met pentriet. Toen dat mislukte werd de man overmeesterd door een medepassagier en de bemanningsleden, van wie er twee lichte verwondingen opliepen. Er ontstond slechts een kleine brand.

## Verloop
Umar Farouk Abdulmutallab kocht op 16 december zijn retourticket voor de vlucht Lagos-Amsterdam-Detroit in Accra. Op kerstavond, 24 december 2009, vertrok de 23-jarige Nigeriaanse man, om elf uur 's avonds, vanuit de stad Lagos met KLM-vlucht 588 richting Amsterdam.
Hij bracht drie uur door op Schiphol waarna hij in de Airbus A330-300 van Northwest Airlines stapte.
Getuigen meldden later dat Abdulmutallab zich gedurende de vlucht ruim twintig minuten had opgesloten in het toilet. Hij klaagde over maagklachten en trok een deken over zich.
Ongeveer twintig minuten voor de landing, terwijl het toestel zich boven Ontario tussen de steden Toronto en London bevond, probeerde Abdulmutallab de explosieven te ontsteken. Hij zou geprobeerd hebben de explosieven die in zijn 'bomonderbroek' zaten in contact te brengen met vloeibaar zuur, opdat een chemische reactie zou ontstaan. De medepassagiers hoorden het geknal, alsof een rotje was afgestoken. Meerdere passagiers merkten het voorval op, waarna een Nederlandse passagier, Jasper Schuringa, naar de verdachte toe rende om hem samen met leden van de bemanning te overmeesteren. Ze doofden het vuur en sleepten Abdulmutallab naar het businessclasscompartiment, waar hij in de handboeien werd geslagen.
Door de mislukte aanslag liep Abdulmutallab derdegraads brandwonden op aan zijn benen, armen en handen.

### Explosieven
De substantie die Abdulmutallab probeerde te ontsteken bestond uit 80 gram penta-erytritoltetranitraat (PETN, ook wel pentriet), een extreem explosieve stof. Het poeder zat ingenaaid bij het kruis van zijn onderbroek.

### Vluchtinformatie
Vlucht 253 van Schiphol naar Detroit Metropolitan Wayne County Airport is een dagelijkse trans-Atlantische lijnvlucht. De vlucht wordt uitgevoerd door Northwest Airlines, maar kan ook worden geboekt als de KLM-vlucht KL 6253, door de code sharing-overeenkomst tussen Air France-KLM en Delta Air Lines, de nieuwe eigenaar van Northwest. De desbetreffende Airbus A330-300 werd in het najaar 2007 afgeleverd en was net twee jaar oud. Het toestel dat voor vlucht 253 werd gebruikt, met als registratienummer N820NW, is sinds november 2009 in de kleuren van de nieuwe eigenaar gespoten, hoewel de vlucht nog steeds onder NWA's naam werd uitgevoerd.

## Betrokken personen

### Daders

#### Umar Farouk Abdulmutallab

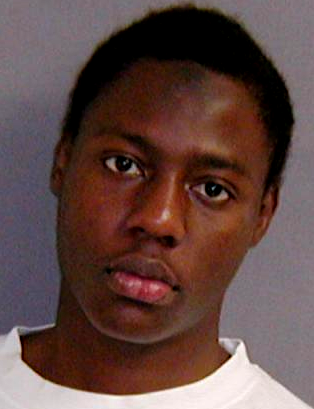
Umar Farouk Abdulmutallab, de verdachte van de mislukte aanslag

Umar Farouk Abdulmutallab, de dader van de mislukte aanslag, is de jongste van 16 kinderen van Alhaji Umaru Muttalab, oud-voorzitter van de First Bank of Nigeria (de grootste financiële instelling van Nigeria), oud-minister en invloedrijk zakenman. Zijn familie stamt uit Funtua, in de Nigeriaanse deelstaat Katsina, en behoort tot de bovenklasse van het land. Hij groeide op in een gematigd islamitisch milieu en ging naar de Britse School in Lomé, de hoofdstad van Togo. Daar was hij een onopvallende leerling met goede resultaten. Een oud-leraar vertelde aan de BBC dat hij toen zeer religieus was en extreme opvattingen vertolkte.
Vanaf 2005 studeerde hij werktuigbouwkunde aan het University College in Londen. Hier was hij voorzitter van de Islamic Society van de universiteit. Hij woonde in een duur appartement aan de Mansfield Street in de Londense West-End. In 2008 behaalde hij zijn diploma, waarna hij Arabisch wilde studeren. Zijn vader, die zich ongerust maakte over de radicalisering van zijn zoon, stelde voor dat deze daartoe naar Dubai zou gaan, maar Abdulmutallab koos voor Jemen. In oktober 2009 verbrak hij het contact met zijn familie, hij verbleef al sinds augustus in Jemen waar hij, naar eigen zeggen, een training van Al Qaida volgde.
Zijn vader vond de opvattingen van zijn zoon verdacht en werd ongerust, waarop hij de Amerikaanse ambassade in Abuja en de autoriteiten in Nigeria, Saoedi-Arabië en Jemen informeerde.

#### Ibrahim al-Asiri
Ibrahim al-Asiri wordt gezien als het brein van de aanslag. Hij is de bommenmaker van Al Qaida op het Arabische schiereiland en goed vertrouwd met penta-erytritoltetranitraat (PETN), dat hij bij een latere aanslag op een cargovliegtuig opnieuw zou gebruiken. Hij wordt als een van de gevaarlijkste terroristen gezien, en staat op de lijst van meest gezochte personen.

### Jasper Schuringa
Jasper Schuringa, de passagier die ingreep en zo mogelijk bijdroeg aan het mislukken van de aanslag, was van Schiphol op weg naar Detroit Metro Airport om familie in Miami en vrienden in Costa Rica te bezoeken. Hij verklaarde onmiddellijk te hebben gereageerd toen Umar Farouk Abdulmutallab poogde een explosie te veroorzaken. Schuringa doofde samen met de bemanning het vuur en hield Abdulmutallab in bedwang.
Vicepremier Wouter Bos bedankte Schuringa na de verijdelde aanslag telefonisch namens het kabinet. Koningin Beatrix 'liet haar waardering blijken', de RVD wilde niet zeggen op welke manier. Op 21 mei 2010 ontving Schuringa uit handen van destijds waarnemend burgemeester Lodewijk Asscher de Gemeentelijke Eremedaille van Amsterdam voor de 'uitzonderlijke heldhaftigheid' die hij toonde tijdens de vlucht waardoor een ramp werd voorkomen. In december 2010 ontving Schuringa tevens de Zilveren Medaille van het Carnegie Heldenfonds voor zijn betrokkenheid bij de gebeurtenissen van vlucht 253.

## Afloop en gevolgen
Na de landing op Detroit Metro Airport werd de dader gearresteerd en verhoord door de FBI. De man beweerde dat hij namens het terreurnetwerk Al Qaida had gehandeld en dat hij de explosieven had verkregen in Jemen.
Op 28 december eiste AQAS, de Arabische vleugel van Al Qaida, de mislukte aanslag op.
Eén dag later, na de persconferentie van president Barack Obama, verklaarden anonieme regeringsmedewerkers dat de Amerikaanse inlichtingendiensten al enige tijd op de hoogte waren van een mogelijke terreurdreiging.
Op 2 januari 2010 verklaarde president Obama dat Al Qaida verantwoordelijk is voor de mislukte aanslag.

### Onderzoek en rechtszaak
Onderzocht werd waardoor het explosief zo weinig schade kon aanrichten en of de overmeestering een rol heeft gespeeld bij het voorkomen van erger. Abdulmutallab is twee dagen na het incident overgeplaatst van het ziekenhuis waar hij aan zijn verwondingen werd behandeld, naar een federaal ziekenhuis in Milan. Op 26 december werd er officieel aangifte gedaan in het United States District Court for the Eastern District of Michigan door Theodore James Peisig, speciaal agent van de FBI, wegens het plaatsen van een 'verwoestend apparaat' in de nabijheid van een Amerikaans vliegtuig en de poging tot het verwoesten van een Amerikaans toestel voor burgerluchtvaart.
Het Amerikaanse Openbaar Ministerie stelde de federale officier van justitie Jonathan Tukel, de chef van een antiterreureenheid, en Eric Straus, een voormalige chef van diezelfde eenheid, aan voor deze rechtszaak. Op diezelfde dag, 26 december, werd Abdulmutallab in het ziekenhuis officieel aangeklaagd en voorgeleid aan rechter Paul D. Borman.
Abdulmutallab werd op 8 januari 2010 gehoord. Hij werd verdedigd door Miriam Seifer en Jill Price, die door de Amerikaanse Staat zijn aangewezen als zijn advocaten.
Op 16 februari 2012 werd Abdulmutallab veroordeeld tot een levenslange gevangenisstraf zonder mogelijkheid van vervroegde invrijheidstelling.

### Maatregelen op luchthavens
Naar aanleiding van dit voorval werden de veiligheidsmaatregelen op alle Amerikaanse luchthavens en vliegvelden waarvandaan naar de Verenigde Staten wordt gevlogen, waaronder Brussels Airport en Schiphol, voor onbeperkte tijd aangescherpt.
Op 30 december 2009 maakte de minister van Binnenlandse Zaken, Guusje ter Horst, tijdens een persconferentie bekend dat bodyscanners naar aanleiding van deze poging tot een aanslag binnen drie weken in gebruik zouden worden genomen op Schiphol voor vluchten naar de Verenigde Staten. Tot die tijd zouden alle passagiers worden gefouilleerd.